# Vers le soleil (Koechlin)
Vers le soleil, op. 174, est une œuvre pour ondes Martenot seules de Charles Koechlin composée en 1939.

## Présentation
Vers le soleil, composé entre février et juin 1939, est une œuvre de Charles Koechlin qui consiste en sept monodies destinées aux ondes Martenot. La partition est inédite à la publication.
Le cycle est créé le 15 décembre 1981 à l'École de musique de Verrières-le-Buisson par l'ondiste Françoise Deslogères.

## Structure
Vers le soleil comprend sept mouvements :
1. Réveil dans la lumière
2. Berceuse marine
3. Repos
4. Les mouettes
5. Sirènes
6. (sans titre)
7. Final

Koechlin a également composé en juillet 1939 Course au soleil, op. 174 bis, pour ondes Martenot avec accompagnement de piano ou orchestre, pièce qui peut servir de final additionnel ou alternatif au cycle.
Vers le soleil porte le numéro d'opus 174 dans le catalogue des œuvres de Charles Koechlin,.